# 마이클 맥고번
마이클 맥고번(영어: Michael McGovern, 1984년 7월 12일 ~ )는 프리미어리그에 소속된 구단인 노리치 시티에서 활약하고 있는 북아일랜드의 축구 선수이다. 북아일랜드의 주전 골키퍼이며, UEFA 유로 2016에서 북아일랜드 대표로 발탁되었다.

## 수상
셀틱
- 스코틀랜드 컵: 2003–04,[1] 2006–07[2]

로스 카운티
- 스코틀랜드 챌린지 컵: 2010–11[3]
- 스코틀랜드 컵: 2009–10 (준우승)[4]

폴커크
- 스코틀랜드 챌린지 컵: 2011–12[5]